# Roberto Bomprezzi
Roberto Bomprezzi (* 9. Oktober 1962 in Rom) ist ein ehemaliger italienischer Pentathlet.

## Karriere
Bomprezzi trat bei den Olympischen Spielen 1992 in Barcelona an. Im Einzel belegte er mit 5326 Punkten den fünften Rang und war damit bester italienischer Starter. In der Mannschaftswertung, zu der neben Cristofori noch Gianluca Tiberti und Carlo Massullo beitrugen, erreichte die italienische Mannschaft mit 15760 den dritten Rang und gewann somit Bronze.
Bei Weltmeisterschaften sicherte sich Bomprezzi zweimal mit der Staffel, 1990 und 1993, die Bronzemedaille.